# Miguel Barrero
Miguel Barrero (Oviedo, 1980) es escritor y periodista español. Ha ganado los premios Asturias Joven y Juan Pablo Forner de novela, así como el Prix International de Littérature de la Fondation Antonio Machado, el Rodolfo Walsh y el María Elvira Muñiz al fomento de la lectura.

## Biografía
Nacido en Oviedo en 1980, se licenció en periodismo por la Universidad Pontificia de Salamanca y ha trabajado y colaborado en diversos medios de comunicación, como La Nueva España, El Comercio, Les Noticies o La Voz de Asturias. Dirigió la revista cultural El Súmmum y formó parte del equipo que puso en marcha la publicación especializada El Cuaderno, en cuyo consejo de redacción se mantuvo hasta junio de 2012 para regresar en septiembre de 2015. Además, ha colaborado de forma habitual en publicaciones como Jot Down, La Vanguardia, Qué Leer, El Mundo o Culturamas y fue subdirector del diario A Quemarropa de la Semana Negra de Gijón.
Su trayectoria literaria comenzó con la publicación de la novela Espejo (premio Asturias Joven de Narrativa; KRK Ediciones, 2005), a la que siguieron La vuelta a casa (KRK Ediciones, 2007), Los últimos días de Michi Panero (premio Juan Pablo Forner; DVD Ediciones, 2008), La existencia de Dios (Trea, 2012), Camposanto en Collioure (Prix International de Littérature Fondation Antonio Machado; Trea, 2015) y El rinoceronte y el poeta (Alianza, 2017). Esta última fue traducida al portugués, editada por Tinta de China. También ha publicado los ensayos Las tierras del fin del mundo (Trea, 2016) y La tinta del calamar (Trea, 2016; premio Rodolfo Walsh) en el que narraba la historia y asesinato del transformista gijónes Alberto Alonso Blanco (Rambal). Además colaboró en diversas obras colectivas, como la antología Náufragos en San Borondón (Baile del Sol, 2012) o Tripulantes (Eclipsados, 2007). Asimismo, fue codirector del documental La estancia vacía (2007). En 2021 publicó Siempre de Paso, una selección de sus artículos en la revista cultural 'Zenda'. En 2023 publicó La otra orilla, una novela que juega con la realidad y la ficción y que presentó en la Feria del Libro de Gijón. En 2023 se estrena su obra de teatro "La Cigarra y la Hormiga", una alternativa a la conocida fábula, en el festival de la Estella, junto con el músico langreano Dani Zapico y el actor Nacho Fresneda.En 2025 publica "El guitarrista de Montreal", una historia de cómo la poesía de Lorca y unas lecciones de guitarra de un gitano desconocido en Montreal despertaron la vocación musical de Leonard Cohen.
Formó parte del gabinete de la Consejería de Educación, Cultura y Deporte del Principado de Asturias en la legislatura 2012-2015. También se desempeñó como jefe de prensa en la Delegación del Gobierno en el Principado de Asturias. En 2019 fue nombrado director de la Fundación Municipal de Cultura en el Ayuntamiento de Gijón. En 2023 asume la dirección de la Semana Negra de Gijón.

## Obra publicada
- Espejo. Premio Asturias Joven de Narrativa. KRK Ediciones, 2005
- La vuelta a casa. KRK Ediciones, 2007
- Los últimos días de Michi Panero. Premio Juan Pablo Forner. DVD Ediciones, 2008
- La existencia de Dios. Trea, 2012
- Camposanto en Collioure. Prix International de Littérature Fondation Antonio Machado. Trea, 2015
- Las tierras del fin del mundo. Trea, 2016
- La tinta del calamar. Premio Rodolfo Walsh. Trea, 2016
- El rinoceronte y el poeta. Alianza Editorial, 2017
- Siempre de paso. Editorial Pez de Plata, 2021
- La otra orilla. Editorial Galaxia Gutenberg, 2023
- Mientras regresa la vida. Eolas Ediciones, 2024
- El guitarrista de Montreal. Galaxia Gutenberg, 2025